# بيسفينول A
بيسفينول A (أو بيسفينول أ، ويرمز له اختصاراً BPA) هو مركب عضوي من مركبات البيسفينولات، وهو أشهرها. له الصيغة الكيميائية المجملة C15H16O2، ويكون على شكل صلب أبيض اللون.وأيضاً هو أحد المواد الكيميائية الصناعية التي تسبب اختلال بالغدد الصماء، وهذه المادة الكيميائية الصناعية تستخدم في تصنيع بعض المواد البلاستيكية والمواد الصمغية «الراتنجات الايبوكسي» منذ الستينيات. تم العثور على البيسيفينول أ في بلاستيك البولي كربونات والمواد الصمغية. وغالبا تستخدم البلاستيك البولي كربونات في الأوعية التي تخزن المواد الغذائية والمشروبات، مثل: عبوات المياه. كما يمكن استخدامها في السلع الاستهلاكية الأخرى. بعض الاوعية البلاستيكية التي وضع عليها علامة أو رموز المعاد تدويرها (رقم 3 أو 6 أو 7) مصنوعة من البيسيفينول أ، ويجب تجنب استعمالها. تستخدم المواد الصمغية «راتنجات الايبوكسي» (Epoxy resins): لتغليف المنتجات المعدنية الداخلية، مثل: علب الطعام وأغطية العبوات وخطوط إمدادات المياه ومثبتات الأسنان ومركباتها.
يدخل بيسفينول A في صناعة اللدائن (البلاستيك)، ويعد من المواد ذات التأثير السلبي على البيئة.

## الخلفية التاريخية البيسيفينول أ
تم اكتشاف البيسفينول أ لأول مرة في التسعينيات من القرن التاسع عشر (1890s)، ولكن الكيميائيين في الخمسينيات من القرن العشرين (1950s)أدركوا أنه يمكن خلط البيسيفينول أ مع مركبات أخرى لإنتاج بلاستيك البولي كربونات أكثر مرونة وقوة. أيضاً في الخمسينيات من القرن العشرين (1950s) تم اكتشاف أن البيسيفينول أ يمكن استخدامه في تركيب البولي راتنجات الايبوكسي (Epoxy resins) «المواد الصمغية» (رقم 7) وتستخدم أيضا كمثبط البلمرة في البيسيفينول أ (رقم 3). ويتم حاليا إنتاج أكثر من 2 مليون طن في جميع أنحاء العالم
وقد تم بالفعل تقييد استخدام البيسيفينول أ في الاتحاد الأوروبي وكندا والصين وماليزيا، وخاصة في المنتجات للأطفال الرضع والأطفال الصغار. يتم ترخيص البيسيفينول أ من قبل اللائحة (الاتحاد الأوروبي) للمواد البلاستيك التي لها علاقه بالمواد الغذائية والحد المسموح به هو0.6 ملغ لكل كيلوغرام، رقم التنظيم والترخيص 10/2011. لا يسمح استخدام البيسيفينول أ في تصنيع زجاجات تغذية الرضع البولي كربونات كما ينظمها الاتحاد الأوروبي حاليا رقم الترخيص والتنظيم321 / 2011 ؛ أيضاً لا يتم ترخيص البيسيفينول أ للطلاء على مستوى الاتحاد الأوروبي، وأيضاً أي مادة تلامس المواد الغذائية الأخرى من البلاستيك.
في عام 2014، أصدرت إدارة الاغذية والعقاقير أحدث تقرير لها، الذي أكد في الثمانينات من القرن العشرين (1980s) الحد الأصلي للتعرض اليومي للبيسيفينول أ من (50 ميكروغرام / كلغ) (حوالي 23 ميكروغرام / رطل) يوميا، وخلصت إلى أن البيسيفينول أ هو على الارجح آمن على هذه المستويات حاليا. ومع ذلك، فإن البحوث في القوارض تظهر آثار سلبية للبيسيفينول أ في مستويات أقل بكثير، ما لا يقل عن 10 ميكروغرام / كغ يوميا. كما أن الأبحاث في القردة تبين أن هذه المستويات مقارنةً لتلك التي تقاس حاليا في البشر لها آثار سلبية على الإنجاب.
وقد حذت بعض الولايات المتحدة حذوها، ولكن لم يتم وضع لوائح اتحادية. وأوقفت شركة وول مارت فوراً المبيعات في جميع متاجرها الكندية من عبوات المواد الغذائية وعبوات المياه البلاستيكية وعبوات الحليب للرضع وأكواب الأطفال واللهايات المحتوية على البيسيفينول أ، ووعدت بأن تفعل الشيء نفسه في الولايات المتحدة بحلول عام 2009. في الربع الأول من عام 2016 مشروع اللائحة التي تنوي إلى خفض مستوى البيسيفينول أ للمواد البلاستيكية التي لها علاقة بالمواد الغذائية إلى (0. 5 ملغ / كلغ). ومن المقرر اعتماد مشروع اللائحة ونشره في الجريدة الرسمية للاتحاد الأوروبي في أيلول / سبتمبر 2016 ودخول اللائحة حيز النفاذ في عام 2017.

## التحضير
يحضر بيسفينول A من تفاعل مكافئين من الفينول مع مكافئ من الأسيتون بوجود حفاز من كلوريد الهيدروجين.

### الآلية البيولوجية لبيسفينول أ
البيسفينول أ يقليد هيكل ووظيفة هرمون الاستروجين. بسبب شكله الإستروجيني (Estrogen-like shape)، يمكن لبيسيفينول أ أن يرتبط بمستقبلات الاستروجين ويؤثر على العمليات الجسدية، مثل النمو، وإصلاح الخلايا، ونمو الجنين، ومستويات الطاقة والتكاثر. وبالإضافة إلى ذلك، قد يكون للبيسيفينول أ أيضا القدرة على التفاعل مع مستقبلات هرمون أخرى، مثل مستقبلات هرمون الغدة الدرقية، وبالتالي تغيير وظيفتها. الجسم حساس للتغيرات في مستويات الهرمونات، وهذا هو السبب في قدرة البيسيفينول أ لمحاكاة هرمون الاستروجين ويعتقد أنه يؤثر على صحتنا

### كيف يتم الكشف عن ثنائي الفينول A؟
الغالبية العظمى من السكان (91-99٪) تم الكشف عن مستويات البيسيفينول أ في بولهم. خروج البيسيفينول أ في بول الإنسان يكون في غضون 24 ساعة بعد التعرض للبيسيفينول أ. حيث أظهرت مؤخرا دراسة نشرت من قبل مراكز مكافحة الأمراض، أن 92.6% من أكثر من 2500 أمريكي كان البيسيفينول أ في بولهم. وكانت تركيزات البول المقاسة أعلى بكثير لدى الأطفال والمراهقين مقارنة بالبالغين. كما تم قياس البيسيفينول أ في حليب الأمهات المرضعات. وتشير هذه البيانات إلى أن الجنين البشري المتطور وحديثي الولادة يتعرضان بسهولة لهذه المادة الكيميائية. وذكرت منظمة الصحة العالمية أن مستويات البيسيفينول أ في الرضاعة الطبيعية تصل إلى 8 مرات أقل من تلك المقاسة عند الرضع الذين يتغذون على الحليب المصنع من زجاجات تحتوي على البيسيفينول أ.
إضافةً إلى ذلك، وجدت دراسة حديثة أن مستويات البيسيفينول أ في البول، انخفضت بنسبة 66٪ بعد 3 أيام من تجنب الأطعمة المعلبة. وأيضاً دراسة أخرى المشاركين فيها إما يتناولون وجبة من الحساء الطازج أو المعلب يوميا لمدة 5 أيام. وكانت مستويات البول من البيسيفينول أ أعلى ب 1.22 ٪ عند أولئك الذين استهلكوا الحساء المعلب.

### كيف يدخل البيسفينول أ إلى الجسم؟
المصدر الرئيسي للتعرض لبيسيفينول أ بالنسبة لمعظم الناس من خلال النظام الغذائي. في حين أن ملامسة الجلد، والمياه هي مصادر محتملة أخرى للتعرض. ويشكل البيسيفينول أ في الطعام والمشروبات حوالي 50% من التعرض الداخلي البشري اليومي، في حين أن ملامسة الجلد بالورق الحراري (مثل: ورق انتظار الدور)المحتوي على مادة البيسيفينول أ هي المصدر الأخر حوالي 50٪ من التعرض الداخلي لعامة السكان.
يمكن للبيسيفينول (أ) أن يتسرب إلى الغذاء من الطلاءات الداخلية الواقية من راتنجات الايبوكسي «المواد الصمغية» للأغذية المعلبة، ومن المنتجات الاستهلاكية مثل: أدوات المائدة البولي كربونات، وعبوات تخزين المواد الغذائية، وعبوات المياه البلاستيكية، وعبوات الحليب للأطفال. درجة تسرب أو ارتشاح البيسيفينول أ من عبوات الماء «المصنوعة من البولي كربونات» التي بداخلها سوائل تعتمد أكثر على درجة حرارة السائل أو درجة حرارة العبوة، وأيضاً تعتمد على عمر العبوة.

## الخصائص
للمركب آثار صحية وبيئية سلبية.

### تأثير البيسيفينول أ على الصحة
يمكن التعرض لبيسيفينول أ مرتبط بالقضايا الصحية التالية:
1. الآثار السلبية لبيسيفينول أ على الأطفال. الآباء الذين تعرضوا للبيسيفينول أ، يتعرض أطفالهم في خلال مرحلة الحمل إلى التغيرات في تطوير الجهاز العصبي، مثل: نمو الدماغ؛ وتغيرات بإفراز الغدة الدرقية، وتغيرات في السلوك، مثل: فرط النشاط. وتغيرات في التطور الطبيعي لغدة البروستات[16].
2. بيسيفينول أ قد يسبب العقم في الرجال والنساء. حيث الرجال الذين لديهم أعلى مستويات بيسيفينول أ كانوا أكثر احتمالا بنسبة 30-46٪ لإنتاج حيوانات منوية أقل جودة. وجدت دراسة منفصلة أن الرجال الذين يعانون من مستويات أعلى من البيسيفينول أ كانوا من 3-4 مرات أكثر عرضة لانخفاض تركيز الحيوانات المنوية وانخفاض عدد الحيوانات المنوية[17]. وأيضاً النساء اللواتي لديهن نسبة عالية من البيسيفينول أ كُنَ أكثر احتمالاً لضعف إنتاج البويضات وتصل إلى 2 مرات أقل احتمالاً للقدرة على الحمل[18][19].
3. متلازمة تكيس المبايض لدى النساء. لوحظت أن مستويات البيسيفينول أ تكون أعلى بنسبة 46٪ في النساء مع متلازمة تكيس المبايض، مقارنة للنساء السليمات صحياً[29]. وأيضاً التعرض للبيسيفينول أ على حسب الدراسات يسبب الولادة المبكرة حيث91% من النساء اللواتي لديهن ارتفاع بمستويات البيسيفينول أ خلال فترة الحمل كُنَ أكثر عرضة للولادة قبل 37 أسبوعا[20].
4. البيسيفينول أ قد يرفع من خطر السمنة. حيث دراسة في الولايات المتحدة أكدت ان هناك علاقة إيجابيه بين السمنة وارتفاع نسبة الليسيفينول أ في جسم الإنسان[21].
5. يرتبط ارتفاع نسبة التعرض لبيسيفينول أ قبل الولادة وخاصة في الأسبوع 16 بالأزمة لدى الأطفال، حيث 30% من الرضع يعانون من الصفير وخاصةً الرضع دون 6 أشهر [22].
6. يرتبط مستويات البيسيفينول أ المرتفعة بنسبة 29% من مستوى إنزيم الكبد الغير طبيعي [23].

## الاستخدامات
يستخدم بيسفينول A في صناعة البلاستيك وريزينات الإيبوكسي، كما يدخل في تركيب المادة المغلفة للورق الحراري.

### المنتجات تحتوي على البيسيفينول أ
1. عبوات الحليب للأطفال وألعاب الأطفال.
2. عبوات المياه والمشروبات.
3. عبوات وأوعية الأغذية، والأغذية المعلبة.
4. أواني الطعام البلاستيكيه.
5. ايصالات البنوك وانتظار الدور.
6. ايصالات الورق الحراري.
7. الأجهزة الطبية وأجهزة طب الأسنان، وموانع التسرب الأسنان.
8. عدسات النظارات.
9. الالكترونيات المنزلية.
10. منتجات النظافة ونظارة الوجه للنساء.
11. الأقراص المدمجة وأقراص الفيديو الرقمية[25].

### بدائل لبيسفينول أ
توجد عدة بدائل لبيسيفينول أ وتستخدم على نحو متزايد، وخاصة بيسفينول اس (Bisphenol S) وبيسفينول اف (Bisphenol F)وبعض المشتقات بيسفينول المهجنة (halogenated bisphenol A derivatives)، مثل: رباعي كلورو ثنائي الفينول A وتيترابرومو ثنائي الفينول أ. بالنسبة لبعض البدائل، تم الإبلاغ عن آثار مماثلة لبيسيفينول أ فيما يتعلق بنشاط الغدد الصماء في المقاسات المختبرية، على الرغم من انخفاض نشاط الفعالية بالمقارنة مع البيسيفينول أ. ولا يوجد دراسات مختبرية كافيه عن اضرار هذه البدائل وسُميَتِها لجسم الإنسان.
ومن الجدير بالذكر أن العديد من الشركات المصنعة قد تحولت الآن إلى المنتجات خالية من البيسيفينول أ، والتي تم استبداله (بثنائي الفينول S) أو (ثنائي الفينول F) (bisphenol-S (BPS) or bisphenol-F (BPF)). ومع ذلك، ذكرت الأبحاث الأخيرة أن تركيزات صغيرة حتى من (ثنائي الفينول S) أو (ثنائي الفينول F) قد تعطل وظيفة خلايا جسم الإنسان بطريقة مشابهة لبيسيفينول أ. وهكذا، قد لا تكون العبوات الخالية من البيسيفينول الحل.
لا بديل يعمل لمنع تلف وتمديد العمر الافتراضي للأغذية المعلبة كما راتنجات الايبوكسي البيسيفينول أ (Bisphenol A epoxy resins) المستخدمة في تغليف العلب. ومع ذلك؛ المواد البلاستيكية التي مع أرقام إعادة التدوير 3 و 6 و 7 أو الحروف «بيسي PC» المرجح أن تحتوي على بيسيفينول اس ((bisphenol-S 0)أو بيسيفينول اف (bisphenol-F) أو بيسيفينول أ (Bisphenol A).

### توصيات للتقليل من استخدام منتجات البيسيفينول أ
قد يكون من المستحيل تجنب استخدام المنتجات البلاستيكية، لذلك هناك بعض الطرق الفعالة لتقليل تعرضنا إلى البيسيفينول أ:
أ‌-	يجب على النساء الحوامل أو المرضعات مراعاة ما يلي:
1. تجنب الأطعمة المعلبة: تناول الأطعمة الطازجة والابتعاد عن الأطعمة المعلبة أو الأطعمة تم تعبئتها في عبوات بلاستيكية مع أرقام إعادة التدوير 3، 6، 7 أو الحروف «بيسي PC».
2. عدم تسخين الطعام أو المشروبات في حاويات بلاستيكية من البولي كربونات.
3. تجنب الحاويات بلاستيكية من البولي كربونات التي مر عليها زمن طويل وهي معلبه أو عليها خدش، بما في ذلك عبوات المياه[29].

ب‌-	علينا أن نوصي الآباء للحد من تعرض الرضع والأطفال إلى البيسيفينول أ:
1. يحظر استخدام البيسيفينول أ في عبوات الحليب للرضع وفي أكواب للرضع. فمن المستحسن استخدام عبوات الحليب للأطفال من زجاج بدلا من البلاستيك، وأيضا استبدال العبوات البلاستيكية القديمة والأكواب، وخاصة البالية أو التي عليها خدش.
2. شراء مسحوق حليب الأطفال: يوصي البعض أن تكون مساحيق الحليب السائلة في عبوات خاليه من البيسيفينول أ، لأن السائل من المرجح أن يمتص أكثر بيسيفينول أ من خلال العبوة.
3. لا تضع السوائل الساخنة، أو تسخن العبوة في المايكرويف أو على الموقد.
4. لا تغسل المنتجات البلاستيكية في غسالة الصحون.
5. تأكد من أن اللعب البلاستيكية التي تشتريها لطفلك مصنوعة من مادة خالية من البيسيفينول أ، وخاصة لعب الأطفال التي من المرجح أن يمضغها أو يمتصها الطفل [30].

ت‌-	استخدام منتجات الزجاج بدلا من العبوات البلاستيكية:
1. استخدم أدوات المائدة من زجاج، وشراء السوائل التي تأتي في عبوات زجاجية بدلا من العبوات البلاستيكية أو العلب.
2. البقاء بعيدا عن منتجات البيسيفينول أ قدر الإمكان، والحد من الاتصال مع إيصالات البنوك وانتظار الدور باستخدام قفازات للتعامل مع إيصالات الورق الحرارية وغسل يديك بالماء والصابون بعد لمس الإيصال.
3. يوصي صندوق سرطان الثدي أن المستهلكين يرغبون في الحد من التعرض للسموم المحتملة في البيسيفينول أ والبدائل الأخرى، باستخدام الزجاج، والفولاذ المقاوم للصدأ، والطعام الآمن في عبوات السيراميك لتخزين المواد الغذائية والمياه[31].